# Захаров Петро Олексійович
Петро Олексійович Захаров (якут. Пётр Алексеевич Захаров, рос. Пётр Алексеевич Захаров, 25 квітня 1933, Теїнський наслег Кобяйського улусу Якутської АРСР) — якутський скульптор. Народний художник Республіки Саха (Якутія).

## Біографічна довідка
Закінчив Якутське художнє училище, історичний факультет Якутського державного університету, скульптурний факультет Інституту живопису, скульптури та архітектури імені І.Ю. Рєпіна в Ленінграді.
1955-1963, 1969-1973 рр. – скульптор в Якутських художньо-виробничихх майстернях Художнього фонду СРСР;
З 1969 р. – викладач в Якутському художньому училищі.
Член Союзу художників СРСР з 1970 року.
Створив велику кількість монументальних і станкових творів. В жанрі скульптурного портрету створив образи історичних особистостей та сучасників – вчителів, письменників, вчених, представників творчої інтелігенції.
Пам'ятники, що створені за проектами скульптора, встановлені в Якутську, в улусах республіки, в Москві. Твори знаходяться в Національному художньому музеї Якутії, Державній Третьяковській галереї та Дирекції виставок Союзу художників Росії в Москві.
Основні роботи: «Нескорений», «Портрет якута», «Портрет народного письменника Амма Аччигийа», «Портрет Малгіної Ф.Н. – матері 5-ти загиблих воїнів», пам'ятники С.М. Аржакову в Вілюйському улусі і в с. Амга, «Якутка в національному костюмі» – паркова скульптура в Бішкеку, М.К. Амосову в Якутську і с. Намці, П.А. Ойунському в Якутську.
Заслужений діяч мистецтв Якутської АРСР. Лауреат Державної премії Республіки Саха (Якутія) імені П.А. Ойунського.
Нагороджений знаком «Відмінник освіти ССУЗ».